# Blista fjärd

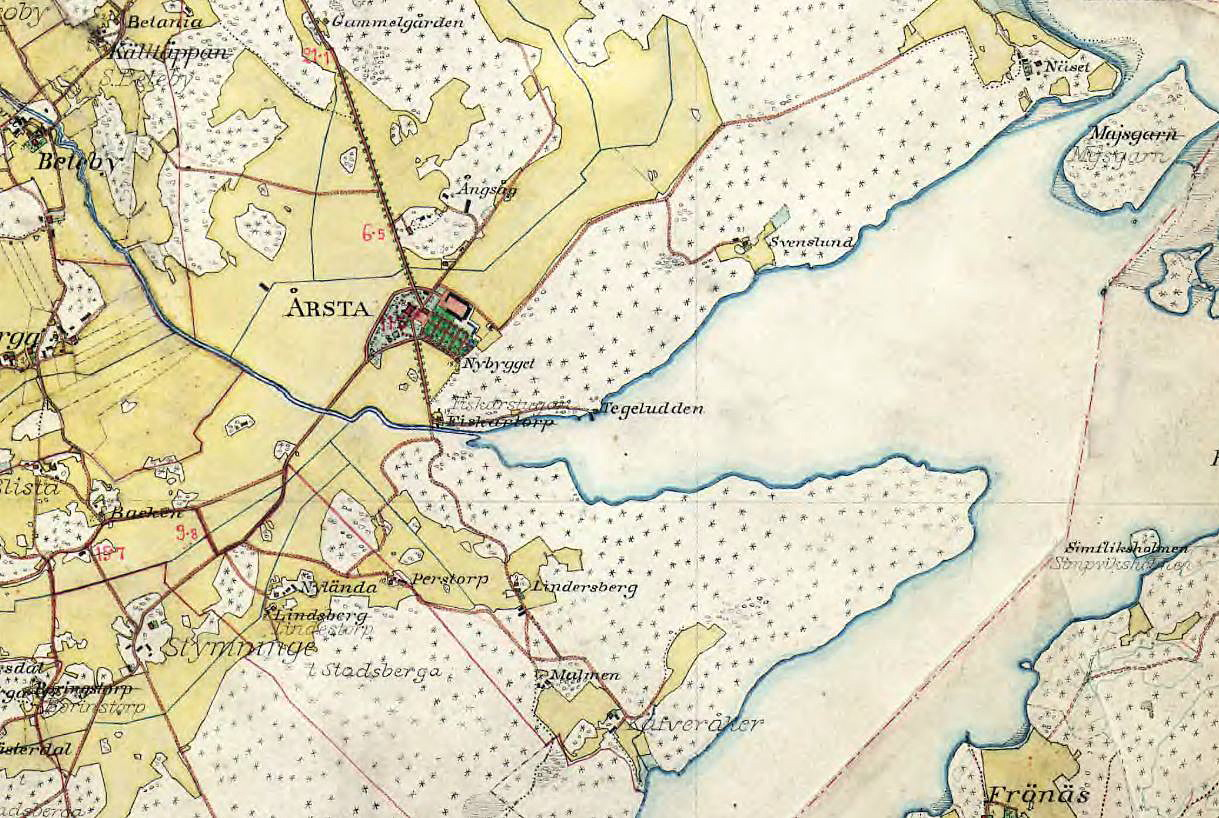
Blista fjärd på Häradsekonomiska kartan.

Blista fjärd är en östersjöfjärd i Haninge kommun, Stockholms län, belägen mellan Gålö och fastlandet. Vid fjärdens innersta del ligger Årsta slott. Fjärdens medeldjup är drygt tio meter. I Blista fjärd har Husbyån sitt utlopp.

## Beskrivning

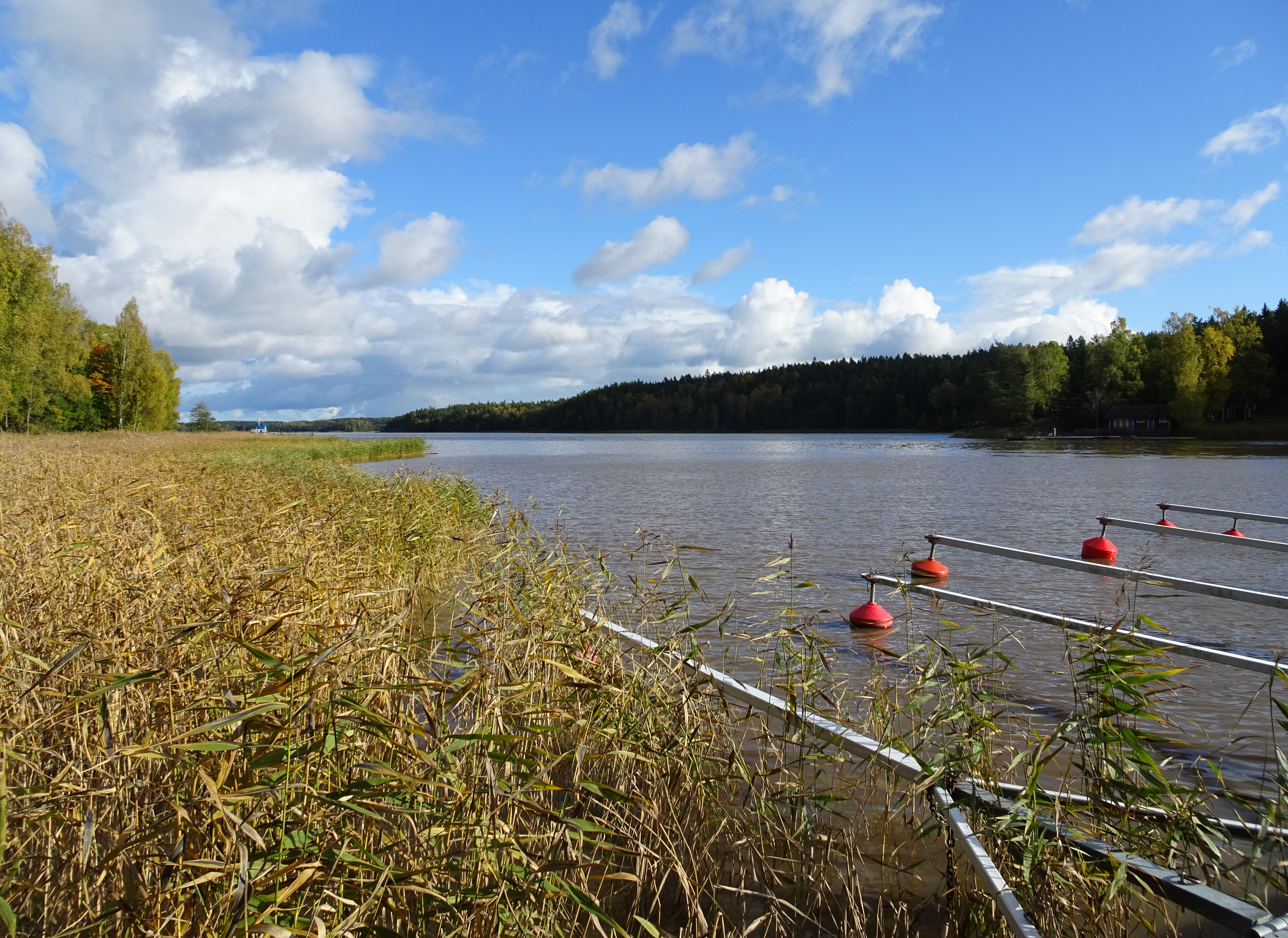
Blista fjärd, vy mot öst, 2017.

Blista fjärd, eller Blistafjärden, har sitt namn efter den vikingatida byn Blista som omnämns i skrift redan 1331. Vid den tiden sträckte sig fjärden längre in mot land och i norr hade den kontakt med Väsbyfjärden via ett sund mellan Gålö och fastlandet. Under 1200-talet stod havsytan ungefär fem meter över dagens och en viktig farled, Kung Valdemars segelled, gick förbi Blistafjärden mellan Gålö och fastlandet. Den beskrevs av den danske kungen Valdemar i Kung Valdemars jordebok på 1200-talet.
Här fanns troligen en pålspärr som förleden i namnet Stegsholm (se Stegsholms gård) antyder. Steg är det gamla ordet ”stäk” som syftar på en farledsspärr som kan ha funnits i sundet mellan Gålö och fastlandet. Sundet blev allt smalare i samband med landhöjningen och fylldes slutligen igen år 1850. Kvar fanns en kort bro (vid Brostugan) som ersattes på 1940-talet av en fast vägbank. Genom landhöjningen har även fjärdens strandlinje dragit sig tillbaka. På en av Erik Dahlberghs Sueciabilder över Årsta från 1680 kunde man fortfarande se en liten blänk av Blista fjärd.
Största byggnad vid Blista fjärd är Årsta slott vars nuvarande corps de logi uppfördes 1660–1667 för Claes Hansson Bielkenstierna och hans hustru Barbro Åkesdotter (Natt och Dag). Tack vare sitt skyddade läge bakom en åsrygg klarade sig anläggningen undan rysshärjningarna 1719. Vid Blistafjärdens västra sida ligger Fiskarstugan, Tegeludden och Svenslund som var torp under Årsta. På östra sidan (Gålö) märks Stegsholms gård som var arrendegård under Årsta.